# Algonquin (Illinois)
Algonquin é uma vila localizada no estado americano de Illinois, no Condado de Kane e Condado de McHenry.

## Demografia
Segundo o censo americano de 2000, a sua população era de 23.276 habitantes. 
Em 2006, foi estimada uma população de 29.886, um aumento de 6610 (28.4%).

## Geografia
De acordo com o United States Census Bureau tem uma área de 
25,9 km², dos quais 25,5 km² cobertos por terra e 0,4 km² cobertos por água.

## Localidades na vizinhança
O diagrama seguinte representa as localidades num raio de 8 km ao redor de Algonquin. 